# Roriz (Chaves)
Roriz era una freguesia portuguesa del municipio de Chaves, distrito de Vila Real.

## Geografía
La freguesia estaba situada en la zona nororiental del municipio de Chaves, a 26 km de su capital, muy próxima ya a Galicia y al municipio de Vinhais, Roriz se asienta en la transición de la meseta de Travancas a las zonas de sierra de São Vicente da Raia y de Vinhais, a una altitud de 830 a 890 m.

## Historia
Roriz perteneció al antiguo municipio de Monforte de Río Livre hasta su supresión en 1853, quedando adscrita desde entonces al de Chaves.
Fue suprimida el 28 de enero de 2013, en aplicación de una resolución de la Asamblea de la República portuguesa promulgada el 16 de enero de 2013 al unirse con la freguesia de Travancas, formando la nueva freguesia de Travancas e Roriz.

## Economía
Freguesia eminentemente rural, sus principales producciones son las legumbres, la patata, la castaña y los cereales.

## Patrimonio
En el patrimonio histórico-artístico de la antigua freguesia destaca la iglesia parroquial de N.ª Sra. de la Concepción, la capilla del Señor de los Milagros y, sobre todo, el albergue de los peregrinos del Camino de Santiago, en cuyo dintel está inscrita la fecha de 1780 y en cuya fachada hay un nicho dedicado a las ánimas del Purgatorio, rematado por una doble voluta.